# Dinastie e stati curdi
Questa voce elenca le dinastie, gli stati e i territori autonomi curdi. Nel X secolo, il termine "curdo" non aveva una connotazione etnica e si riferiva ai nomadi iranici nella regione tra il lago di Van e il lago di Urmia. Nelle fonti medievali arabe, "curdo" si riferiva a nomadi e semi-nomadi non persiani e non turchi.

## Prime entità
- Sadaqiya (770-827)
- Daysam (938-955)[4]
- Hadhabani (906-1080)
- Aishanidi (912-961)[5]
- Shaddadidi (951-1199)[6]
- Rawadidi (955-1071)[7]
- Hasanwayhidi (959-1014)[8]
- Marwanidi (983-1096)[6]
- Annazidi (990/991[8][9]-1117)[10]
- Shabankara (XI secolo-XII secolo)[11][12]

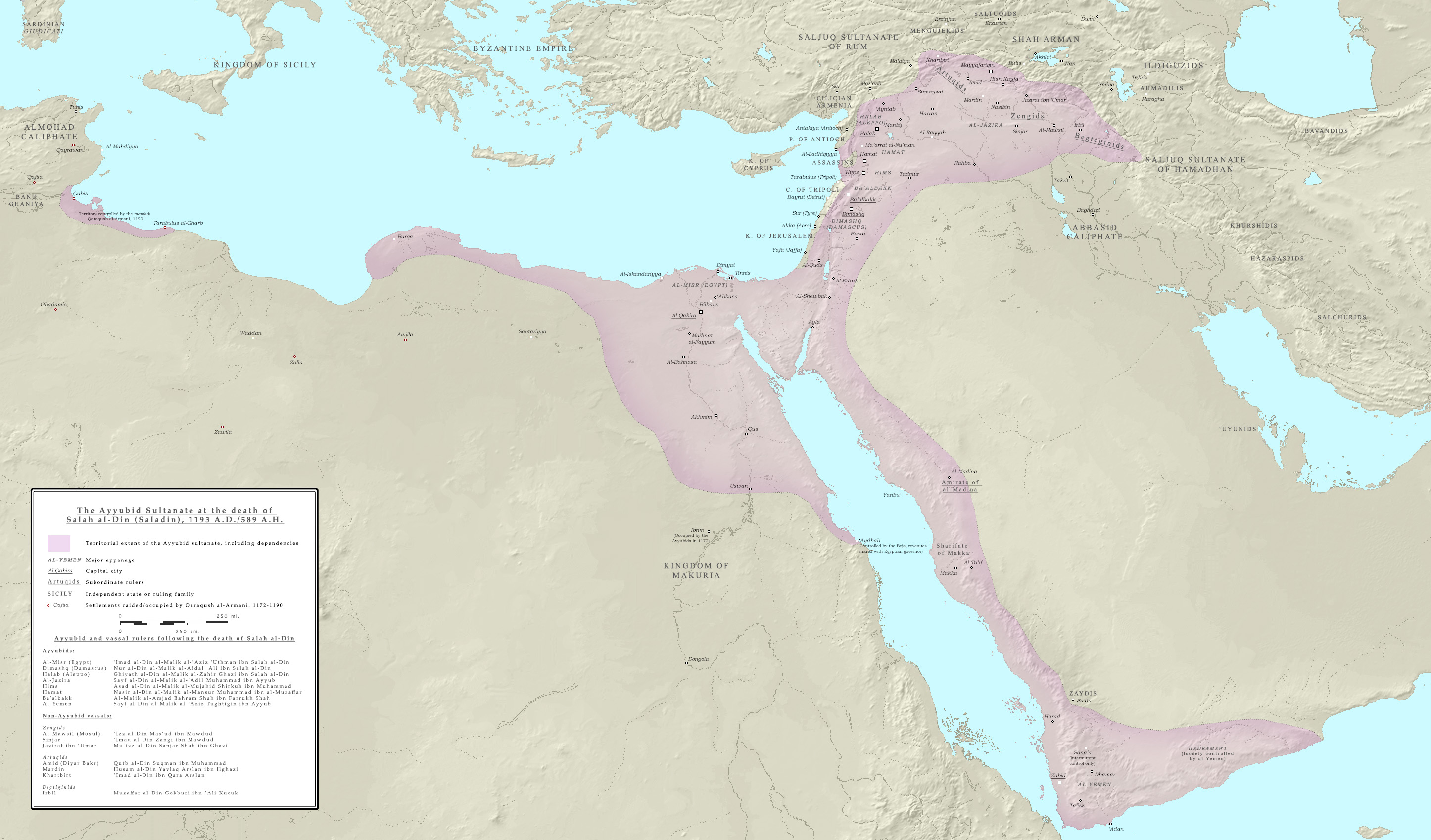
Dinastia ayyubide nel 1193

- Principato di Eğil (1049-1864, Diyarbakir)[13]
- Hazaraspidi (1115-1425)
- Dinastia ayyubide (1171-1341)[14]
- Principato di Bitlis (1187-1847)
- Ardalan (XIV secolo[15]-1865 o 1868)[16][17]
- Zakaridi (1161-1360)[18][19][20]
- Emirato di Çemişgezek (XIII secolo-1663)[21]
- Mukriyan (XIV secolo-XIX secolo)[22]
- Dinastia Zarrinnaal (1448-1925)
- Emirato di Pazooka (1499–1587)[23]
- Principato di Suleyman[24] (XV secolo-1838)
- Emirato di Soran (prima del 1514[25]-1836)[26]
- Emirato di Miks (? -1846)[27]

## Resti della Dinastia Ayyubide (XIII-XIX secolo)
Nel periodo successivo alla dissoluzione della dinastia ayyubide, nel 1260 fiorirono varie entità politiche curde. Alcuni di questi governatori sostenevano di discendere dagli Ayyubidi.
- Principato di Donboli (1210-1799)[28]
- Emirato di Bingöl (1231-1864)[29]
- Emirato di Hasankeyf (1232[29]-1524[29])
- Emirato di Kilis[30]
- Emirato di Şirvan (? -anni 1840)[31]
- Emirato di Hakkâri (?-1845)[32]
- Principato di Zirqan (1335-1835)
- Emirato di Bahdinan (1339[33]-1843)
- Emirato di Bohtan (?–1833)[34]
- Principato di Mahmudi (1406-1839)[35]
- Principato di Pinyaşi (1548-1823)[36]

## Zone cuscinetto tra gli Ottomani e la Persia (XIII-XIX secolo)
Per varie ragioni, nel corso della storia le entità curde esistettero come zone cuscinetto tra l'Impero ottomano e la Persia. Queste entità includevano:
- Khanato di Khoy (1210-1799)
- Emirato di Palu (1495-1845)[37]
- Emirato di Bradost (1510-1609)[38]
- Baban (XVI secolo-1850)[39]
- Khanato di Tabriz (1757-1799)[40]
- Dinastia Hasan Khan a Pish-e Kuh (1795-1820)[41]
- Khanato di Sarab (XVIII secolo)[40]

## Altre dinastie di origine curda
- Dinastia Safavide (1501-1736) - La dinastia era in parte di origine curda.[42][43][44]
- Dinastia Zand (1751-1794) - La dinastia era di origine curda lak.[45][46]

## Entità del XX-XXI secolo
- Stato curdo (1918-1919)
- Regno del Kurdistan (1921-1924 e 1925)
- Uezd del Kurdistan(1923-1929) e Okrug del Kurdistan (1930)
- Repubblica di Ararat (1927-1931)
- Repubblica di Mahabad (1946-1947)
- Repubblica di Laçin (1992)[47]
- Emirato islamico di Byara (2001-2003)

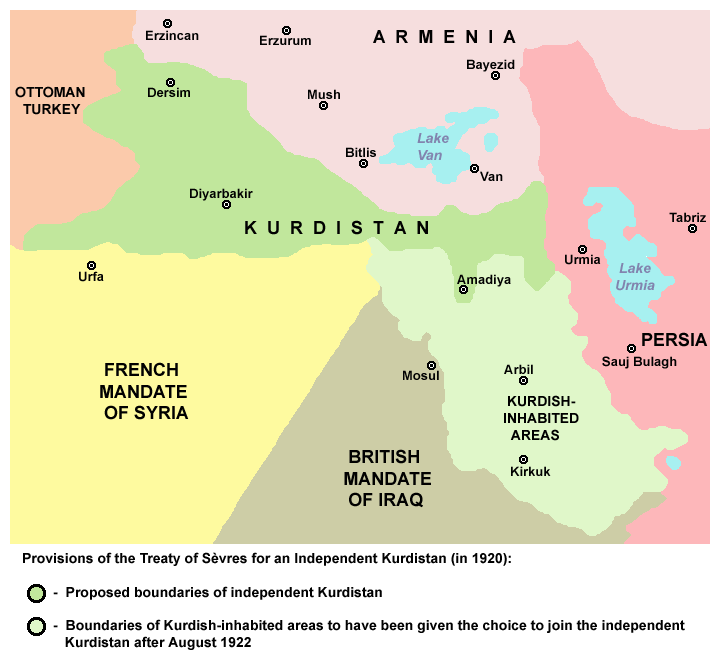
Disposizioni del Trattato di Sèvres per un Kurdistan indipendente (nel 1920)
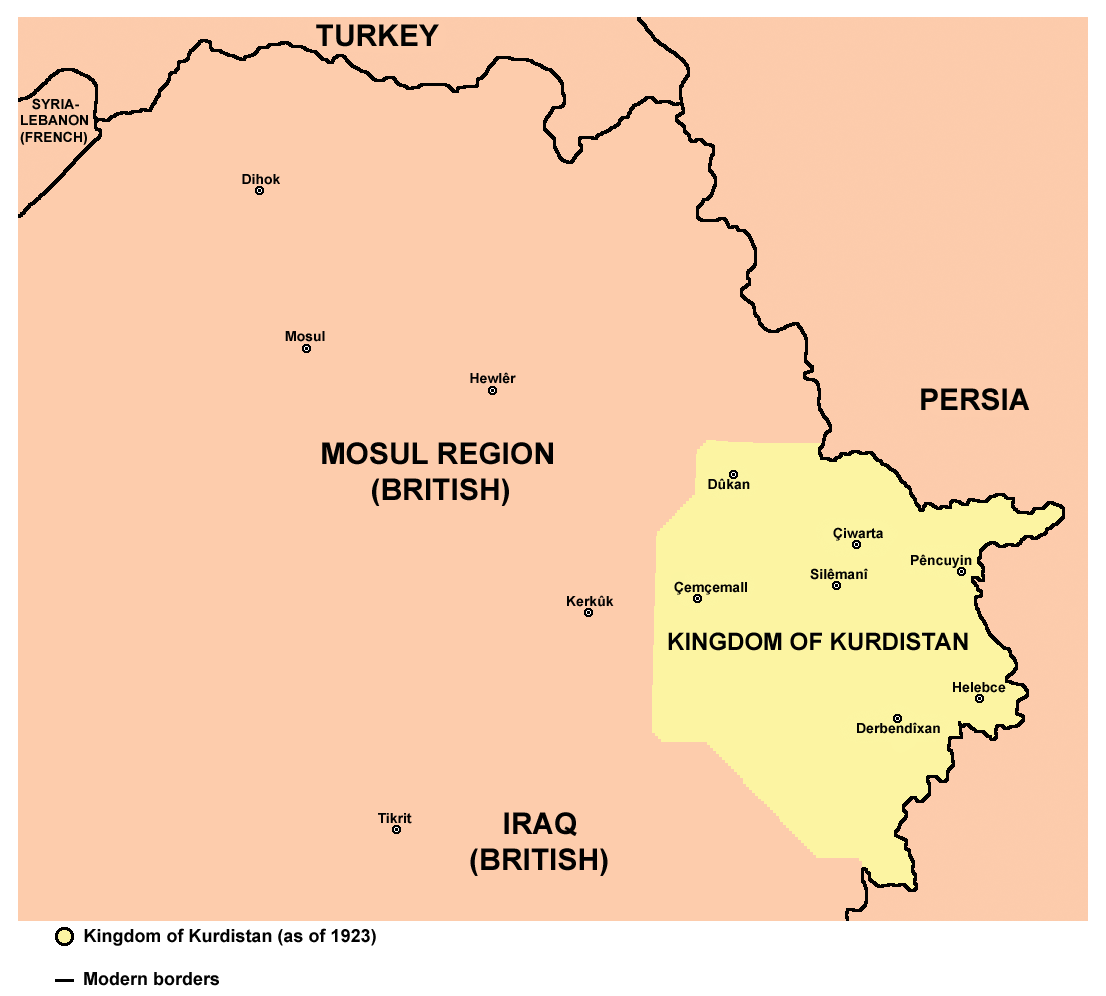
Regno del Kurdistan (1923)
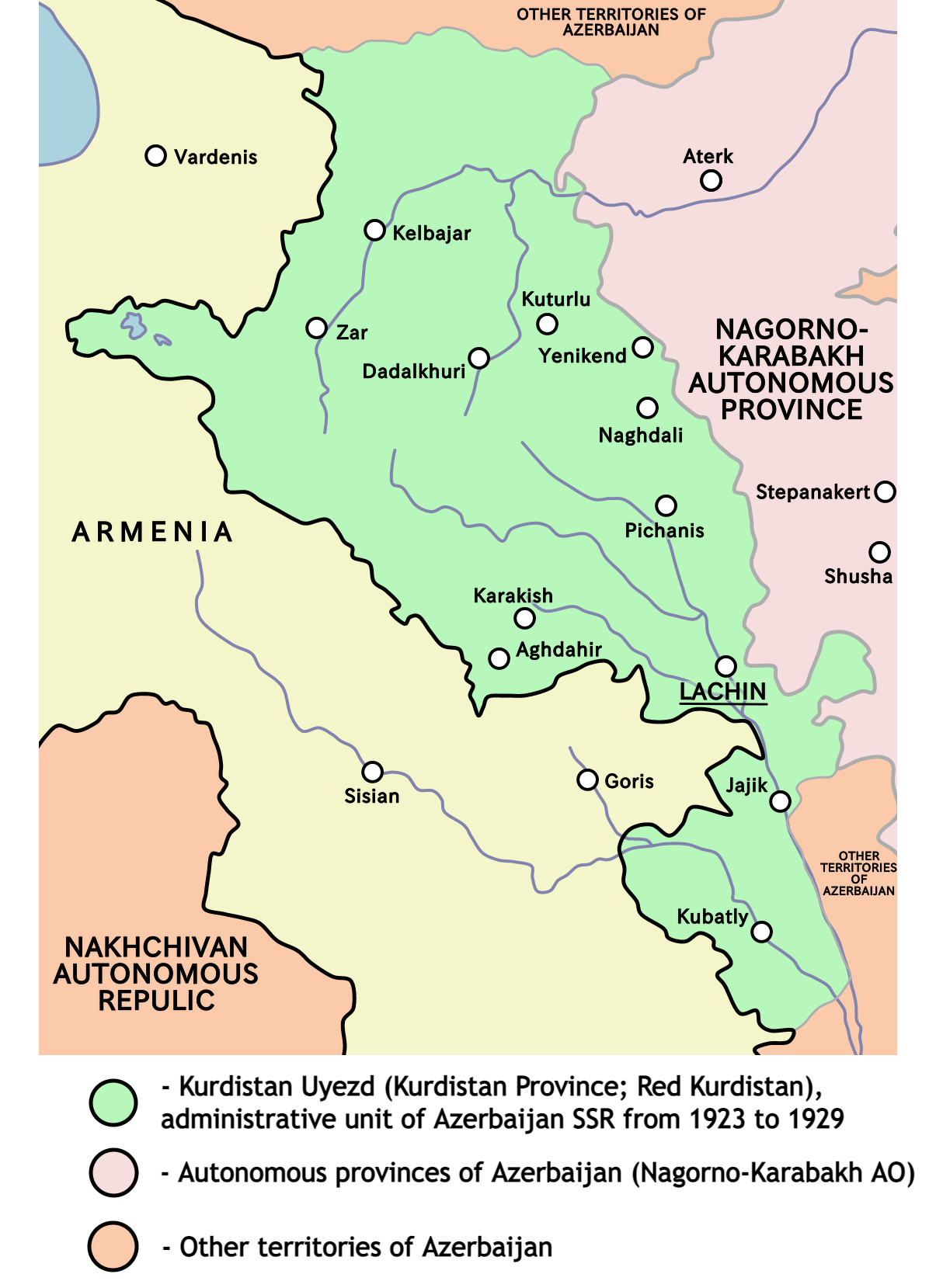
Kurdistan rosso (1923-1929)
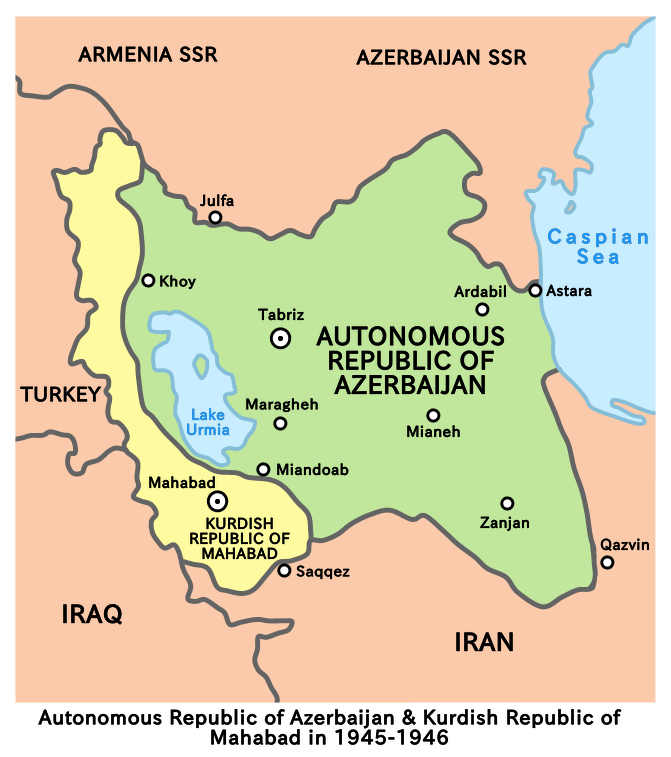
Repubblica di Mahabad, (1945-1946)
Emirato islamico di Byara (nero) al loro apice, che controlla l'intero Governatorato di Halabja

## Entità attuali
- Regione del Kurdistan (regione autonoma in Iraq, 1970-oggi)
- Amministrazione autonoma della Siria del Nord-Est (regione autoproclamata autonoma dichiarata durante la guerra civile siriana dal PYD ) (2012-oggi)

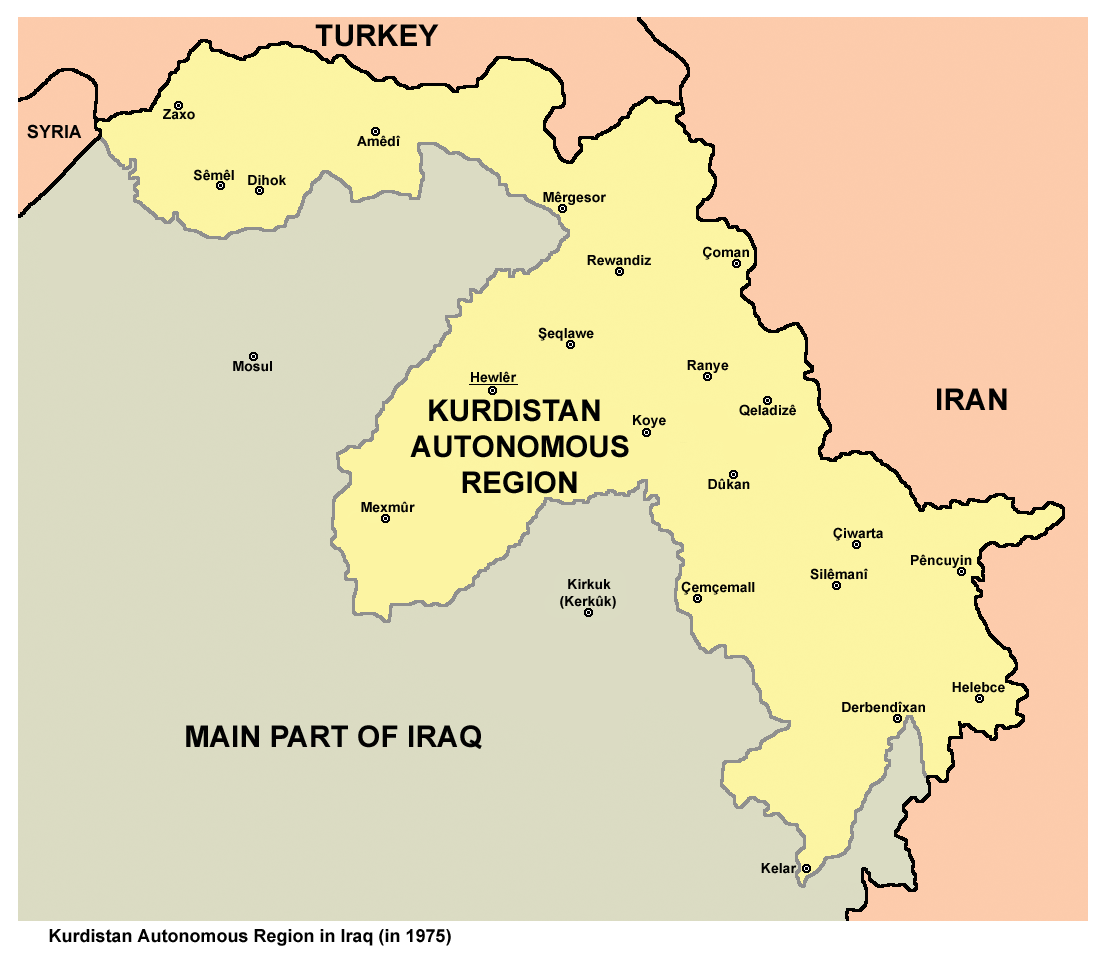
Kurdistan iracheno nel 1975
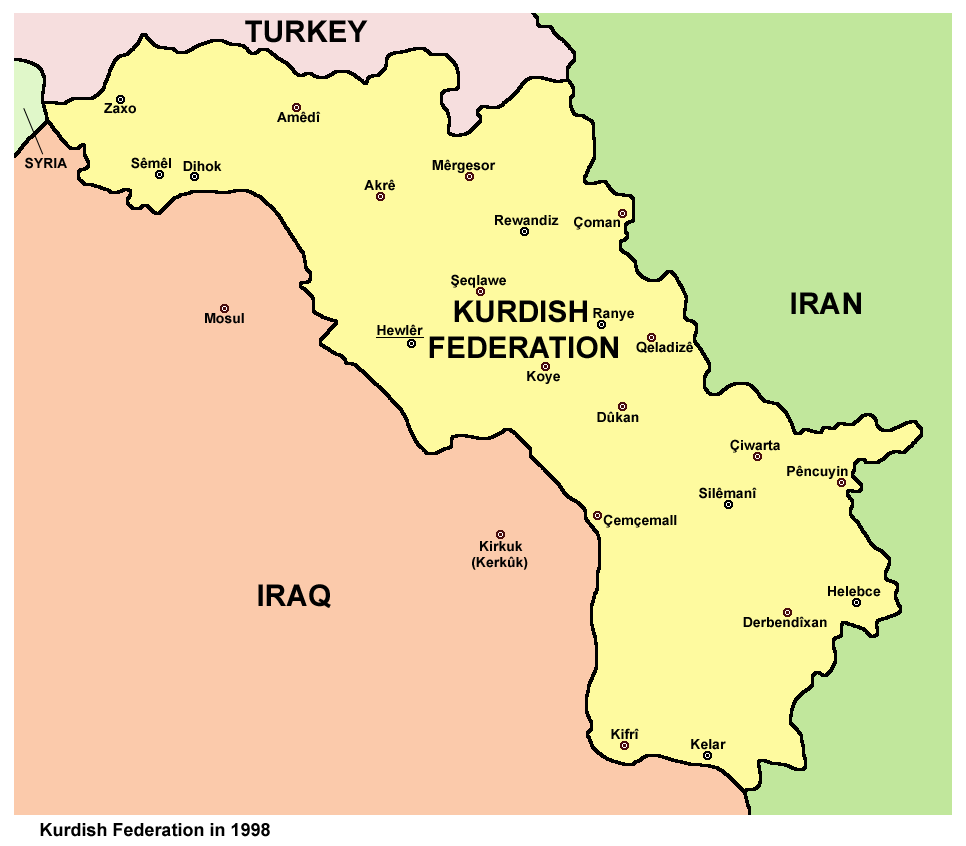
Kurdistan iracheno nel 1998
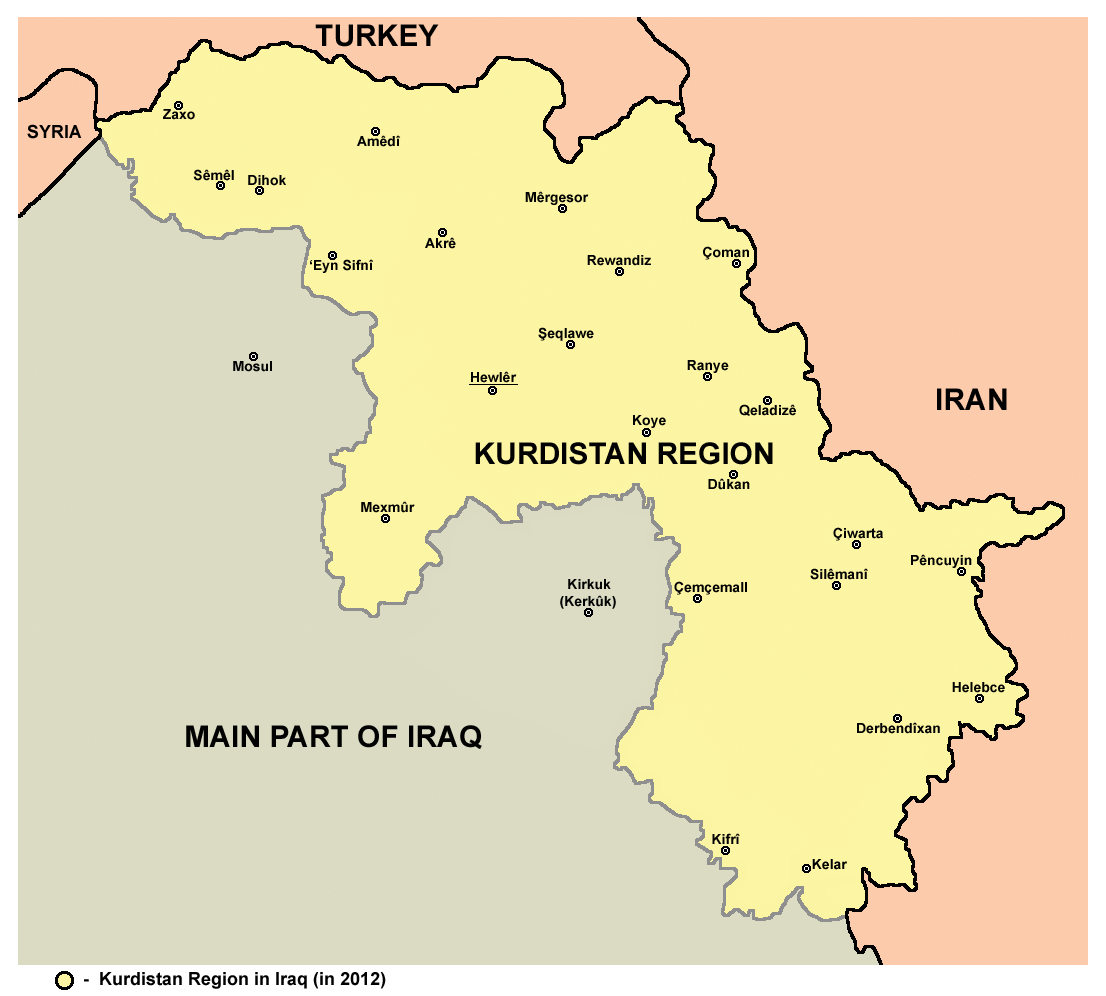
Kurdistan iracheno nel 2012
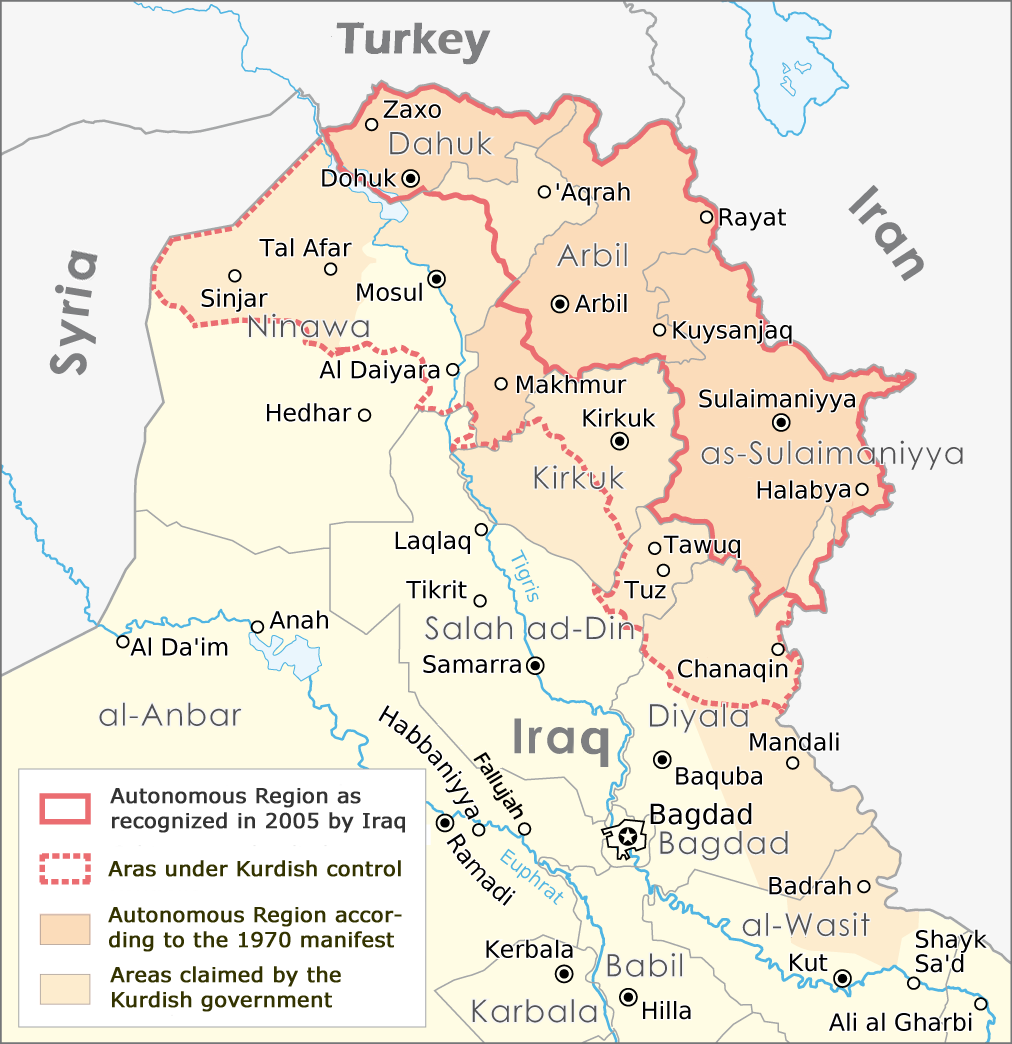
Kurdistan iracheno moderno
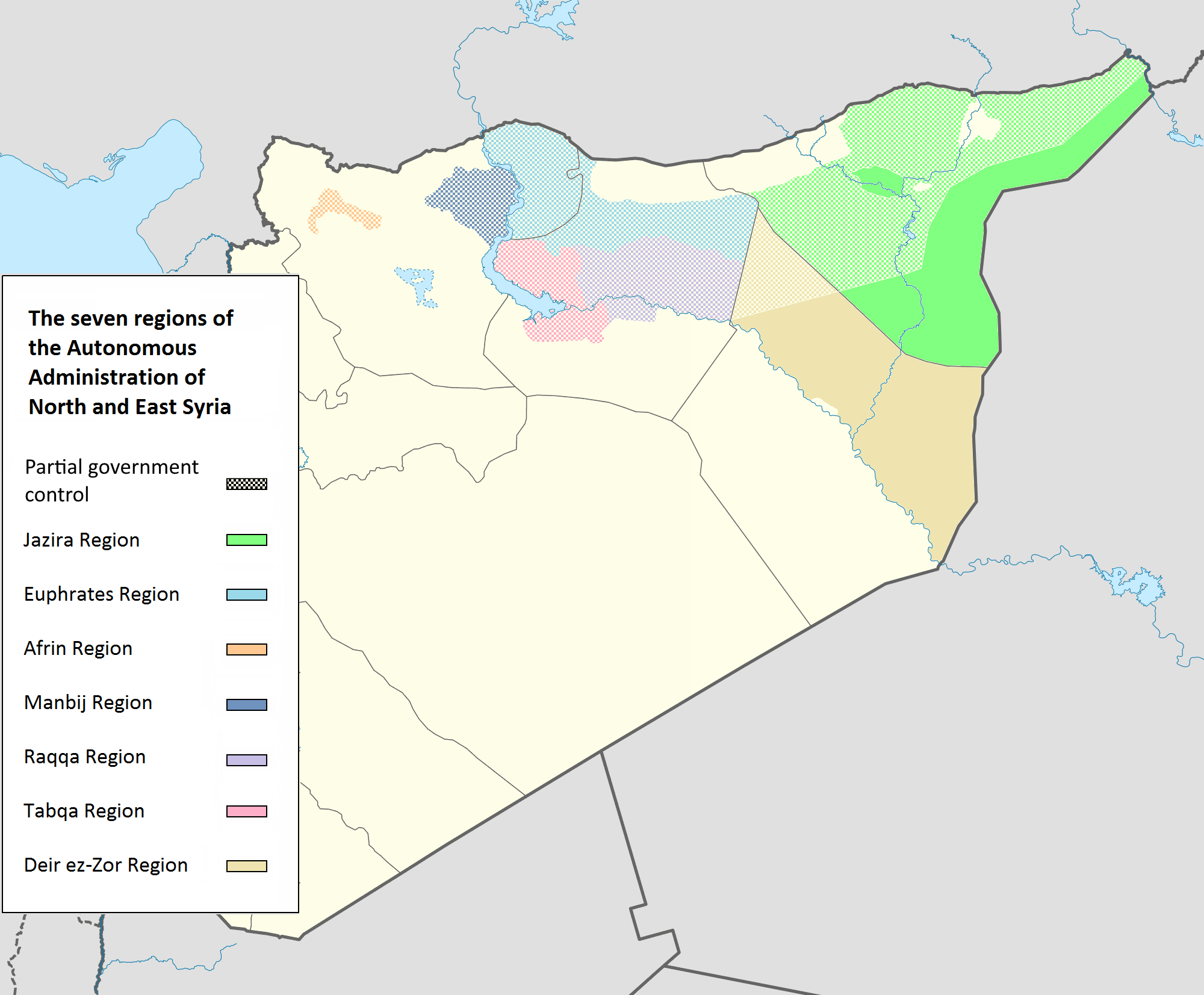
Amministrazione autonoma della Siria del Nord-Est

## Galleria d'immagini

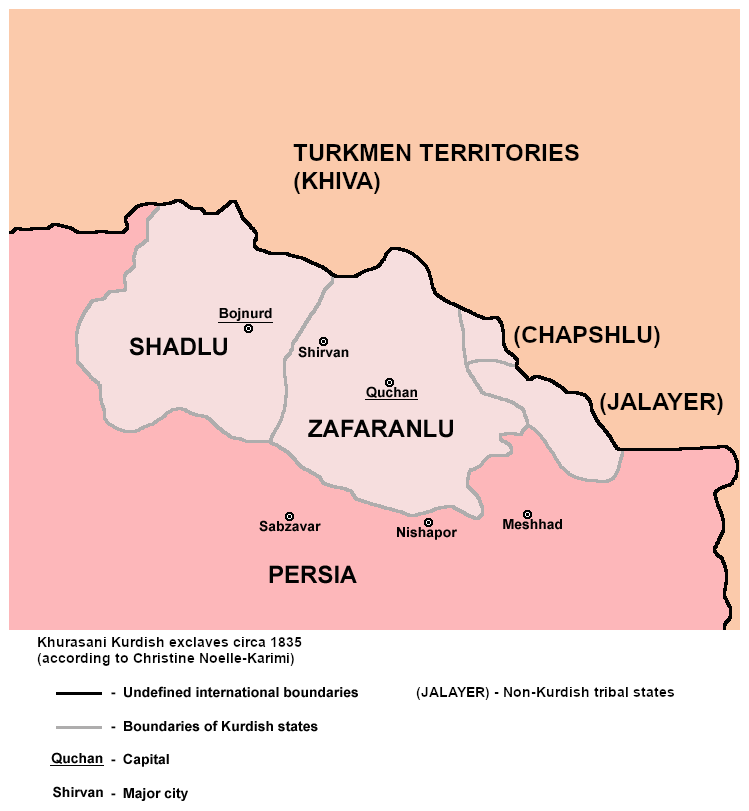
Exclave curda Khurasani intorno al 1835
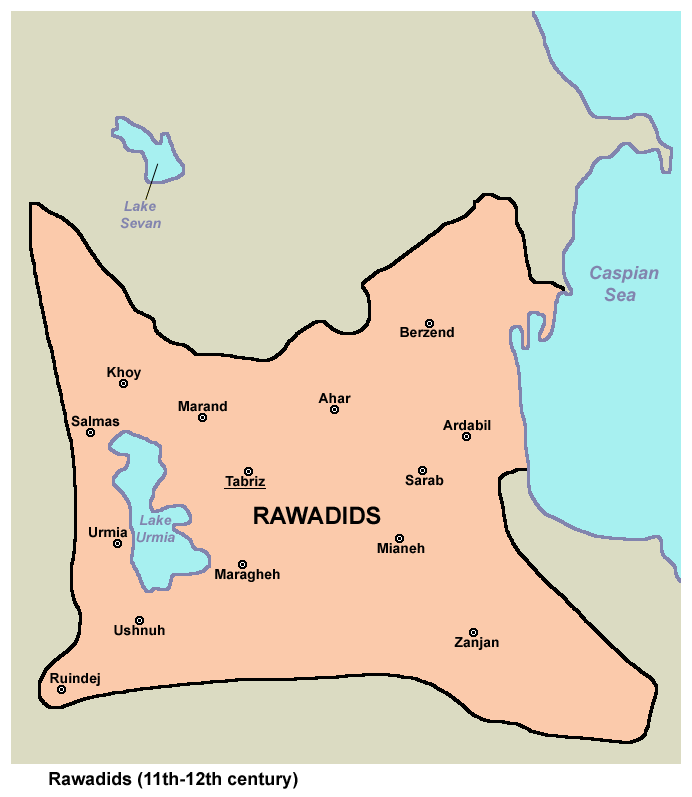
Dinastia Rawadid